# Teoría del crecimiento endógeno
La teoría del crecimiento endógeno sostiene que el crecimiento económico es el resultado de factores endógenos y no de fuerzas externas como propone la teoría neoclásica.
 Asimismo mantiene que el capital humano, la innovación y el conocimiento contribuyen de manera significativa a potenciar el crecimiento. La teoría se centra también en las externalidades positivas y en los efectos spillover que, por una economía basada en el conocimiento, serán la base del desarrollo económico. Defiende que ciertas políticas pueden tener efectos positivos en la tasa de crecimiento a largo plazo, tales como subsidios a la investigación o a la educación; ambas incrementarán la tasa de crecimiento en algunos modelos al agregar un acicate a la innovación.
La consideración del modelo neoclásico que el ritmo de progreso técnico viene determinado desde fuera de la esfera económica tiene escasa evidencia empírica. En la teoría del crecimiento endógeno, el progreso técnico es el resultado de inversiones que los agentes económicos llevan a cabo con el objetivo de obtener un beneficio. Esta teoría ha permitido explicar por qué la economía de los países industrializados vienen produciendo cantidades per cápita mucho mayores que las de hace un siglo. Es también una teoría útil para los países subdesarrollados en cuanto que ofrece una alternativa sin dependencia en factores exógenos.

## Diferencias con el modelo neoclásico
Los factores diferenciadores fundamentales entre la teoría del crecimiento neoclásica y la teoría del crecimiento endógeno son los siguientes: 
- En los modelos neoclásicos, el crecimiento a largo plazo es independiente de la política económica llevada a cabo y sus efectos en el producto per cápita son solo temporales, consideraban que el Estado no puede jugar ningún papel particular en el proceso de crecimiento económico, mientras que para la teoría del crecimiento endógeno, la intervención del Estado puede estimular el crecimiento al incitar a los agentes a invertir más en el progreso técnico.
- En el modelo neoclásico, según la hipótesis de la productividad marginal del capital decreciente, el crecimiento se paraliza en ausencia de progreso técnico y del aumento de población. Al contrario, en la teoría del crecimiento endógeno se considera que la productividad del capital no decrece cuando el stock de capital aumenta y por tanto se mantienen retornos creciente de escala en lugar de rendimientos de carácter constante.
- El modelo neoclásico consideraba que existía una tendencia hacia la convergencia entre los distintos países, mientras que la teoría del crecimiento endógeno pone de manifiesto la heterogeneidad de las tasas de crecimiento entre los mismos.
- Factores que en el modelo neoclásico solo afectaban al nivel de ingreso, ahora también afectan al nivel de crecimiento.

## Modelos de crecimiento endógeno
A mediados de la década de 1980, un grupo de teóricos del crecimiento insatisfechos con los modelos neoclásicos que enfatizaban los factores exógenos favorecieron un modelo que sustituyó la variable de crecimiento exógeno (progreso técnico indeterminado), por uno cuyas variables determinantes de crecimiento estaban explicitadas en el modelo. La investigación inicial se basó en el trabajo de Kenneth Arrow (1962), Hirofumi Uzawa (1965) y Miguel Sidrauski (1967). Paul Romer (1986), Lucas (1988), y Rebelo (1991) omitieron el cambio tecnológico. En su lugar, el crecimiento en sus modelos se ligó a inversión en capital humano que provocaba un efecto spillover sobre la economía y reducía los rendimientos decrecientes de la acumulación de capital.
El modelo AK, que es el modelo más sencillo, supone una tasa de ahorro constante, un nivel fijo de tecnología y asimismo elimina los rendimientos decrecientes. Sin embargo, la teoría se apoya con modelos en los que los agentes determinan de forma óptima consumo y ahorro, optimizando la localización de recursos destinados a investigación y desarrollo conducentes al progreso tecnológico. Romer (1987, 1990) junto con las contribuciones de Aghion (1992) y Grossman y Helpman (1991), incorporó mercados imperfectos e I+D.

## Modelo AK
El modelo trabaja sobre la base de la ausencia de rendimientos decrecientes del capital. La forma más simple de la función de producción con rendimientos decrecientes es:
{\displaystyle Y=AK\,}
donde
{\displaystyle A\,} , es una constante positiva que refleja el nivel de tecnología.
{\displaystyle K\,} capital (en sentido amplio para incluir el capital humano)
{\displaystyle y=AK\,} , output per cápita, producto medio y marginal son constantes al nivel {\displaystyle A>0\,}
Si sustituimos {\displaystyle {\frac {f(k)}{k}}=A\,} en la ecuación del modelo de transición dinámico de Solow-Swan, que muestra cómo la renta per cápita converge hacia su valor de estado estacionario y a la renta per cápita de otras naciones.
La ecuación de transición dinámica, donde la tasa de crecimiento en {\displaystyle k\,} viene dada por,
{\displaystyle \gamma _{K}={\dot {k}}/k=s.f(k)/k-(n+\delta )\ ,}
sustituyendo {\displaystyle A\,}, obtenemos,
{\displaystyle \gamma _{K}=sA-(n+\delta )\ ,}
Volvemos al caso de progreso tecnológico nulo, {\displaystyle x=0\,},ya que ahora se busca mostrar que el crecimiento per cápita puede ocurrir en el largo plazo aun cuando no haya cambio tecnológico exógeno. La figura 1.1 explica que el crecimiento perpetuo con progreso tecnológico exógeno. La distancia vertical entre las dos líneas, {\displaystyle sA\,}and n+δ gives the{\displaystyle \gamma _{K}\,}
Como, {\displaystyle sA>\,}n+δ, luego{\displaystyle \gamma _{K}>0\,}. Dado que las dos líneas son paralelas, {\displaystyle \gamma _{K}\,}es constante; en particular, es independiente de {\displaystyle K\,}. En otras palabras,{\displaystyle K\,} siempre crece a una tasa estacionaria,{\displaystyle \gamma _{K}^{*}=sA-(n+\delta )\ ,}.
Dado
{\displaystyle y=AK\,},{\displaystyle \gamma _{K}\,} equals {\displaystyle \gamma _{K}^{*}\,}
en cualquier momento temporal. Además, considerando
{\displaystyle c=(1-s)y\,},
la tasa de crecimiento de
{\displaystyle c\,} iguala a {\displaystyle \gamma _{K}^{*}\,}.
Por lo tanto, toda la variable per cápita crece a la misma tasa, dado por
{\displaystyle \gamma ^{*}=sA-(n+\delta )\ ,}
Sin embargo, podemos observar que {\displaystyle y=AK\,} la tecnología muestra un crecimiento a largo plazo positivo sin que exista desarrollo tecnológico exógeno. El crecimiento per cápita depende de factores ligados al comportamiento del modelo como la tasa de ahorro y la población. A diferencia del modelo neoclásico, que implica mayores ahorros, se fomenta un crecimiento per cápita a largo plazo más alto {\displaystyle \gamma ^{*}\,}.

## Teoría del crecimiento endógena versus exógena
En los modelos de crecimiento neoclásicos, la tasa de crecimiento a largo plazo se determina de manera exógena o bien por el ahorro (Modelo de Harrod-Domar) o bien por el progreso técnico (Modelo de Solow). Sin embargo el origen las tasas de ahorro y progreso técnico permanece incógnito. La teoría de crecimiento endógeno intenta dar luz construyendo un modelo macroeconómico que traspasa las fronteras de los fundamentos microeconómicos. Se supone que los hogares maximizan una función de utilidad sujeta a una restricción presupuestaria mientras que las empresas, a su vez, maximizan una función de beneficios. El énfasis se pone en la producción de nuevas tecnologías y en el capital humano. La fuerza motriz del crecimiento puede ser tan simple como una función de producción con rendimientos a escala constantes (modelo AK) o más compleja introduciendo efectos spillover, un creciente número de bienes, calidad creciente etc.
A menudo la teoría endógena supone una productividad marginal del capital constante a nivel agregado, o cuando menos que su límite no tienda a cero. Esto no conlleva que empresas más grandes sean más productivas que las más pequeñas, puesto que a nivel empresarial el producto marginal del capital es decreciente. Por lo tanto, solo es posible construir modelos endógenos con competencia perfecta. Empero, en muchos modelos la suposición de competencia perfecta se relaja permitiendo que haya cierto grado de poder monopólico. En general el modelo de los monopolios en estos modelos proviene de las patentes. Se supone que las empresas dedicadas a la investigación y desarrollo son capaces de obtener beneficios vendiendo ideas a empresas productoras, pero la libertad de entrada implica que los beneficios se canalizan en más I+D.

## Implicaciones
La teoría endógena implica que las políticas que conduzcan a una mayor apertura económica, competencia, cambio e innovación fomentarán el crecimiento. En ese sentido, las políticas que tengan por efecto la restricción o lenificación del cambio fruto de la protección o del favorecimiento de industrias o empresas existentes serán la causa de que el crecimiento se ralentice para perjuicio de la sociedad. Peter Howitt ha escrito al respecto:

El crecimiento económico sostenido es en todas partes un proceso de continua transformación. El tipo de progreso económico que han experimentado las naciones más ricas desde la Revolución Industrial no habría sido posible si la gente no hubiera estado sometida a cambios. Las economías que detienen la transformación se condenan a desviarse de la senda del crecimiento económico. Los países que más merecen el apelativo de "en desarrollo" no son los más pobres del mundo, sino los más ricos. Necesitan situarse en el inacabable proceso de desarrollo económico si quieren seguir disfrutando de prosperidad.(Conclusion, "Growth and development: a Schumpeterian perspective", 2006 )

## Críticas
Unos de los principales fallos de la teoría endógena es su incapacidad para explicar la convergencia condicional observada empíricamente. Otra crítica frecuente engarza con el supuesto de rendimiento decrecientes. Algunos autores arguyen que la "nueva teoría del crecimiento" no ha demostrado ser mucho más exitosa que la teoría exógena para explicar la divergencia de renta entre los países en desarrollo y los países desarrollados (pese a ser generalmente más arduo).